# Wasserbauten in der Unteren Havel
Die wegen der natürlichen Bedingungen nötigen Wasserbauten in der Unteren Havel gehen weit in die Geschichte zurück.

## Geschichte
An der Mündung der Havel in die Elbe fließen die beiden Flüsse mit unterschiedlichem Gefälle aufeinander zu, die Elbe mit 15 bis 17 Zentimetern pro Kilometer, die Havel mit nur vier bis fünf Zentimetern pro Kilometer auf den letzten 10 Kilometer unterhalb von Havelberg und drei bis vier Zentimeter auf den 15 Kilometern oberhalb der Stadt. Das Tal der Havel oberhalb von Havelberg ist eine bis zu 10 Kilometer breite Niederung. Beide Eigenheiten bedingten, dass es immer schon eine Art Hochwasserrückhaltebecken der Elbe war. Eigene Hochwässer dehnten sich darin weit aus, und die Havel mäandrierte darin und teilte sich oft in mehrere Flussarme auf, wodurch die Schifffahrt wegen zu geringer Wassertiefe bereits bei mittlerer Wasserführung behindert oder nicht möglich und bei hoher Wasserführung schlecht oder gar nicht zu navigieren war.

## Wasserbauten in der Unteren Havel zwischen 16. und 20. Jahrhundert
In den Städten Brandenburg und Rathenow wurde das bereits für das 14. Jahrhundert nachgewiesene Überwinden eines Staues mittels einer Flutrinne, einer Stauschleuse praktiziert. Diese Praxis wurde in der Mitte des 16. Jahrhunderts durch den Bau von Kesselschleusen abgelöst und damit die Schifffahrt verbessert.
In den anschließenden fast drei Jahrhunderten gab es an der Unteren Havel kaum weitere verkehrswasserbauliche Aktivitäten. Erst Anfang der 70er Jahre des 19. Jahrhunderts entstanden umfangreiche Vorhaben, die ihre erste Umsetzung im Bau des Sacrow-Paretzer Kanals erfuhren. In Brandenburg wurde ein zweiter schiffbarer Wasserweg mit längerer Schleuse, geeignet für den Plauer Maßkahn, rechts des ersten alten 1881 bis 83 eingerichtet. Westlich von Rathenow wurde in einem neuen Schleusenkanal ebenfalls ein zweiter schiffbarer Wasserweg gebaut. Der Silokanal, der die Stadt Brandenburg im Norden und Westen umgeht, und neben der Vorstadtschleuse eine Schleppzugschleuse bekam. Die Vorstadtschleuse wurde später als Schleppzugschleuse neu gebaut.
Ab 1875 erfolgten in mehreren Etappen, zuerst oberhalb von Plaue, dann unterhalb, Verbesserungen für die Schifffahrt. Dazu gehörten Vertiefungen, Leit- und Deckwerke, Korrektur der Buhnen, Durchstiche und Uferbefestigungen. Diese Maßnahmen waren erfolgreich für die Schifffahrt, nicht aber gegen Überschwemmungen im Bereich unterhalb von Garz. Während das Winterhochwasser kaum abgemindert wurde, beeinflussten die durchgeführten Maßnahmen das Sommerhochwasser sogar negativ. Die Dringlichkeit besonderer Maßnahmen an der Unteren Havel – insbesondere zum Hochwasserschutz – waren 1904 in einem Preußischen Gesetz verankert worden. Hauptziel der Baumaßnahmen, die durch das Gesetz festgelegt wurden, war es, die Vorflutbedingungen in der Havel so zu verbessern, dass die nicht eingedeichten Havelwiesen bis spätestens zum ersten Juni trockenfallen sollten. Es wurden, immer auch unter Beachtung der Schifffahrtsverhältnisse, Querschnittserweiterungen vorgenommen und Durchstiche angelegt. Zwischen Pritzerbe und Havelberg kam die Anlage von sogenannten Flutkanälen und der Bau von Stauanlagen hinzu. Diese waren ausgebaute Altarme, die den Abfluss bei großem Wasseranfall unterstützten, bei normalem Wasseranfall aber mit Wehren abgesperrt wurden, damit der Wasserstand in der Havel selbst für den Schiffsverkehr nicht zu niedrig war. Stauanlagen mit mehreren Wehren und einer Schleppzugschleuse in einem Durchstich wurden in Bahnitz, Grütz und Garz errichtet, wo der Wasserstand in Trockenzeiten dennoch zu niedrig war. Bei ausreichendem Waseranfall wurde der Schleusendurchkanal gesperrt und die Havel selbst wieder geöffnet. Bis nach Grütz konnte das angestrebte Abfluss-Ziel erreicht werden. Im Bereich von Garz und Havelberg konnte es nicht erreicht werden. Im Sommer 1926 gab es das katastrophalste bei Havelberg seit 1811 gemessene Hochwasser.

## Heute
Die Elbehochwässer können nicht mehr in die Havel eindringen und Schäden verursachen. Sie werden nur noch gesteuert in sie eingelassen, wenn die Havel nicht gleichzeitig Hochwasser führt und die in der Havelniederung angelegten Polder nicht gefüllt sind. Die Havel wird komplett von der Elbe abgeschlossen, wenn die Polder gefüllt sind und das Elbehochwasser anhält. Mit dem alternativen Gebrauch der Havelpolder für Elbehochwässer wird heute bewusst teil- und zeitweise auf die intensive landwirtschaftliche Nutzung der Havelniederung verzichtet.

## Wasserbauten im Mündungsgebiet der Havel
Dabei handelt es sich um die Verlängerung des Vorfluters, um vier Wehre und einen Verbindungskanal im Mündungsgebiet der Havel. Die wasserwirtschaftlichen und schifffahrtstechnischen Bedingungen im Mündungsgebiet wurden erst in den 1930er und den 1950er Jahren entschieden verbessert. Um die Gefahren durch Elbehochwässer in der Unteren Havel zu verringern, hatte man zwar schon früh Schutzdeiche an der Elbe angelegt. So wurde 1771/72 der von Jerichow bis Sandau reichende Elbdeich um etwa 8 km flussabwärts verlängert und die Rückstauhöhe des Elbehochwassers um etwa 1,3 m abgesenkt. Anfang des 19. Jahrhunderts war der Deich nochmals um 3 km verlängert (Rückstauhöhe um 0,5 m weiter abgesenkt) und dabei die Havelmündung ein Stück stromabwärts verschoben worden. Es gab trotzdem 1845, 1850 und 1855 verheerende Überschwemmungen, die auch durch Deichbrüche entstanden waren. Es war jetzt das Ziel, die Havelmündung nochmals ein wesentliche Stück zu verschieben (Senkung der Rückstauhöhe durch Elbehochwasser um etwa 1,25 m). Neu war, dass die Havelmündung hochwassersicher von der Elbe abschließbar werden sollte. Die Baumaßnahmen begannen mit einer erneuten Havelvertiefung und Begradigung unterhalb von Garz bis zur Havelmündung (1933/35).
Der Bau von Dämmen entlang der Schiffahrtswege und der Polder in der Havelniederung, für die Schifffahrt und für den Hochwasserschutz nützliche Maßnahmen, wurden intensiv erst Ende der 1930er Jahre begonnen. Die Errichtung der Polder war 1955 weitestgehend abgeschlossen. In den 1970ern wurde schließlich der heutige Ausbauzustand erreicht.

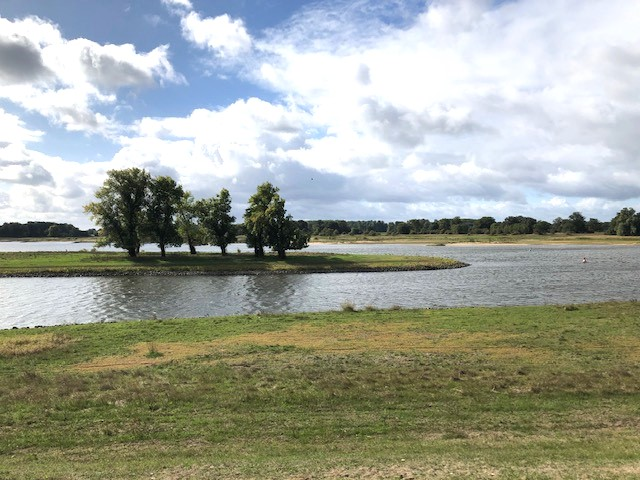
Mündung der Havel aus dem Gnevsdorfer Vorfluter (vorn) in die Elbe (hinten)

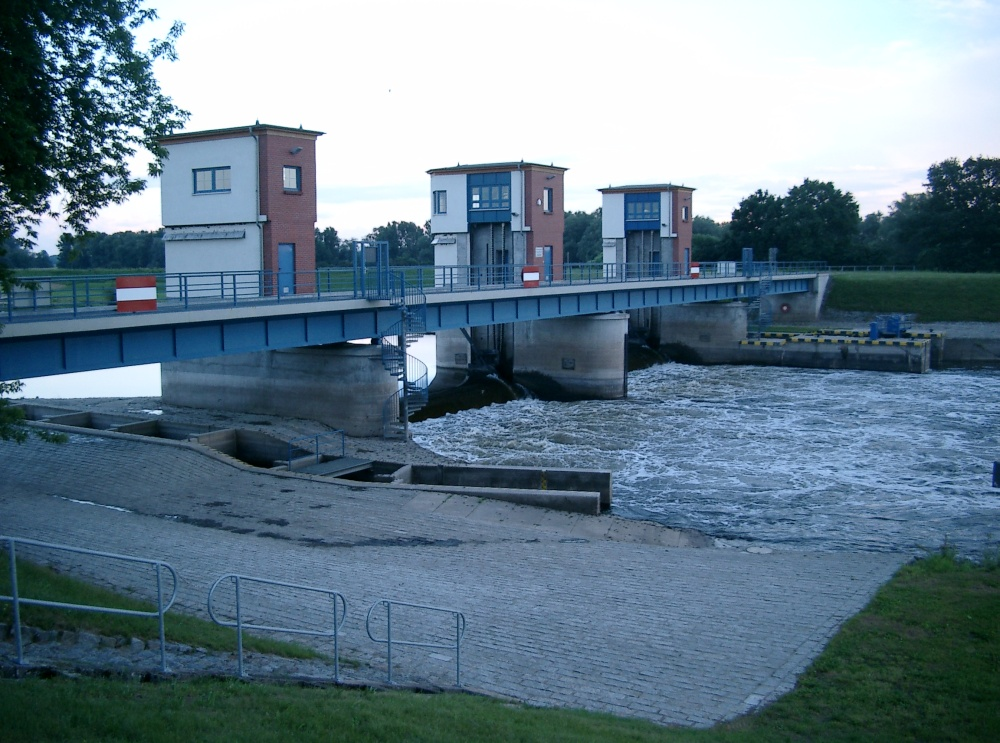
Wehr im Gnevsdorfer Vorfluter bei Gnevsdorf, zur Elbe nach rechts

Die nochmalige und um ein wesentliches Stück weitere Verschiebung der Havelmündung wurde mit dem Gnevsdorfer Vorfluter erreicht.
Er ist ein künstliches, einem Kanal gleichendes, mehrere Kilometer langes Flußbett in der Havelmündung, das als zweiter, aber bevorzugter Mündungsarm der Havel in die Elbe dient.
Der neue vorfluter wurde gebaut, um den Rückstaupunkt der Elbe (der Punkt an dem bei erhöhtem Wasserstand in der Elbe Wasser in die Mündung der Havel, in der das Gefälle kleiner ist, ein- und zurückfließt) weiter stromabwärts und auf ein niedrigeres Niveau zu verlegen. Im Unterschied zu schon früher erfolgten Verlegungen war zusätzliches Ziel, die Havel bei den häufigen größeren bis extrem großen Elbehochwässern sogar gegen die Elbe sicher abschließen zu können. Zu diesem Zweck mussten mehrere absperrbare Wehre gebaut werden. Weil diese dem Schiffsverkehr behindert hätten, wurde dafür oberhalb des Mündungsbereiches ein Verbindungskanal zwischen den beiden Flüssen errichtet werden. Dieser wurde von Havelberg aus inklusive einer Aufstiegsschleuse (Schleuse Havelberg) zur höher fließenden Elbe gebaut und 1936 in Betrieb genommen.
Die erste und ursprüngliche Mündung (am Havelort) liegt am Anfang des Gnevdorfer Vorfluters und wird heute außer bei niedrigem Wasserstand in der Elbe mit einem Wehr (Wehr Neuwerben, fertiggestellt 1954) gesperrt. Das Havelwasser fließt in diesem Fall durch den Elbe-parallelen Vorfluter und mündet erst nach etwa 10 km auf etwa 1,5 m tieferem Niveau in die Elbe. Der um diese Distanz stromabwärts verschobene Rückstaupunkt der Elbe bewirkt, dass Ein- und Zurückfließen von Wasser aus der schneller fließenden Elbe (mit größerem Gefälle) in die langsamer fließende Havel (mit kleinerem Gefälle) erst bei etwa 1,5 m höherem Wasserstand in der Elbe als in der Havel bis weiter zurück als über Havelort hinaus erfolgt.
Der Gnevsdorfer Vorfluter wurde in den 1930er Jahren über eine Länge von etwa 7 km ausgehoben.
Bei größerem und länger anhaltenden Hochwasser kann Elbewasser bis fast nach Rathenow in der Havel zurückfließen. In diesem Streckenteil können zwar mehrere Polder geflutet werden (zugunsten gemilderter Überschwemmung im Elbetal unterhalb der Havelmündung). Wenn diese gefüllt sind, wird die Havel gegen die Elbe gesperrt. Außer dem Wehr am Havelort (Wehr Neuwerben) wurden dafür drei weitere Wehre errichtet: am Vorfluterende das Wehr Gnevsdorf (fertiggestellt 1954) und am -anfang die zwei parallelen Wehre Quitzöbel (fertiggestellt 1935 und 1937).
Das Wehr Gnevsdorf dient bei normaler Wasserführung der Havel dafür, das Unterwasser-Niveau an der Schleuse Havelberg (etwa 20 km oberhalb des Wehrs) bzw. den Sommerstau in der bis Garz (etwa 35 km oberhalb des Wehrs) reichenden Haltung zu regulieren.
Gemeinsam dienen die vier Wehre dazu, verschiedenen Hochwassersituationen in den beiden Flüssen entgegen zu wirken.
Einige Beispiele von mehreren Möglichkeiten:
- Bei Elbehochwasser werden entweder das Wehr Gnevsdorf oder zusätzlich die Wehre Quitzöbel geschlossen.

- Die abgesperrte Havel kann schadlos 160 Millionen Kubikmeter Wasser und bei längerem Elbehochwasser zusätzlich 125 Millionen Kubikmeter Wasser in den zu öffnenden Havelpoldern zurückhalten.[24] Das wird auch bei Hochwasser der Havel selbst oder beider Flüsse gleichzeitig genutzt.

- Zum Schutz der Elbe-Anrainer bei extremem Hochwasser kann die Speicherreserve der Havel und ihrer Polder gezielt genutzt werden, indem das Wehr Neuwerben vor der alten Mündung zum Einfließen von Elbewasser geöffnet wird.

Bei Wassermangel kann auch Niedrigwasseraufhöhung in der Elbe durch Wasserzufuhr aus der Havel schon durch das Wehr Neuwerben erfolgen. Die Wehre Gnevsdorf und Neuwerben waren erst 1954 fertgigestellt worden.